# Rob Collins (actor)
Robert Collins es un actor y cantante australiano. Sus papeles más conocidos incluyen a Waruu West en Cleverman, Jack Winters en The Wrong Girl y Charlie Irving en Total Control.

## Primeros años y educación
Robert Collins nació y creció en Darwin, Territorio del Norte de origen en las Islas Tiwi. Trabajó con los Premios Nacionales de Música Indígena, y fue el representante indígena nacional de la Australasian Performing Rights Association (APRA) durante tres años.
Luego buscó oportunidades de actuación y consiguió los papeles de Teseo y Oberón en una producción local de El sueño de una noche de verano, antes de ser elegido para más producciones nacionales y locales. Hizo una audición y ganó un lugar en el Instituto Nacional de Arte Dramático, graduándose en 2013.

## Carrera de actuación profesional
Hizo su debut teatral profesional en 2013 como Mufasa en la producción australiana de El rey león.
Collins es mejor conocido por sus papeles principales en las series de televisión australianas Cleverman y The Wrong Girl, que se estrenaron en 2016.
Interpretó a Lysander en El sueño de una noche de verano en la Sydney Theatre Company en septiembre y octubre de 2016, dirigida por Kip Williams.
En 2017, interpretó a Phil Holden en el programa de televisión australiano Glitch.

## Filmografía

### Películas
| Título                                     | Año  | Papel       | Notas         |
| ------------------------------------------ | ---- | ----------- | ------------- |
| Undertow                                   | 2018 | Dan         |               |
| Top End Wedding                            | 2019 | Padre Isaac |               |
| Angel of Mine                              | 2019 | Brian       |               |
| Extraction                                 | 2020 | Rata        |               |
| The Drover's Wife: Legend of Molly Johnson | 2021 | Yadaka      |               |
| Limbo                                      | 2023 | Charlie     |               |
| Arthur the King                            | 2024 | TBA         | Posproducción |

### Televisión
| Título                       | Año        | Papel           | Notas                                       |
| ---------------------------- | ---------- | --------------- | ------------------------------------------- |
| Cleverman                    | 2016–17    | Waruu West      | Protagonista                                |
| The Wrong Girl               | 2016–17    | Jack Winters    | Protagonista                                |
| Glitch                       | 2017–19    | Phil Holden     | Protagonista (temporadas 2–3: 10 episodios) |
| Secret City: Under the Eagle | 2019       | Joseph Sullivan | Protagonista (6 episodios)                  |
| Reef Break                   | 2019       | Doug O'Casey    | Recurrente (7 episodios)                    |
| Total Control                | 2019, 2024 | Charlie Irving  | Protagonista                                |
| Upright                      | 2020       | Kane            | Episodio: "Day Seven"                       |
| Black Comedy                 | 2020       | Chris           | Episodio: "Series 4, episodio 6"            |
| Mystery Road                 | 2020       | Amos            | Protagonista (serie 2: 6 episodios)         |
| RFDS                         | 2020       | Wayne Yates     | Protagonista                                |
| Firebite                     | 2021       | Tyson Walker    | Protagonista                                |
| Queen of Oz                  | 2023       | Marc Kemarre    | Protagonista (6 episodios)                  |
| Ten Pound Poms               | 2023       | Ron             | Protagonista (6 episodios)                  |
| The First Inventors          | 2023       | Él mismo        | Documental                                  |

### Teatro
| Título                          | Año  | Papel    | Teatro                              |
| ------------------------------- | ---- | -------- | ----------------------------------- |
| El rey león                     | 2013 | Mufasa   | Capitol Theatre                     |
| El sueño de una noche de verano | 2016 | Lysander | Drama Theatre en la Ópera de Sídney |